# Slamfest '99
Super Smash Bros. Slamfest '99, también conocido como Super Smash Bros. LIVE o simplemente Slamfest '99, fue un evento promocional oficial para el lanzamiento norteamericano de Super Smash Bros. en Nintendo 64, celebrado en el parque temático MGM Grand Adventures en Las Vegas, Nevada, el 24 de abril de 1999.  Organizado por Nintendo of America y la firma de relaciones públicas Golin/Harris,  el evento contó con una pelea de lucha libre real en la que participaron cuatro personajes de Super Smash Bros. disfrazados y actuados frente a una audiencia en vivo.
El combate de lucha libre fue transmitido en vivo por Internet a través de RealPlayer por el servicio de transmisión web InternetBroadcast.com.  Si bien una retransmisión del partido estuvo alojada en el sitio web oficial del evento durante varios meses luego de su conclusión, actualmente no se sabe que exista ningún material de video de Slamfest '99, y la transmisión se considera lost media. Desde mayo de 2020, los fanáticos y los archivistas de Internet han estado realizando una búsqueda para encontrar las imágenes de la transmisión  

## Descripción
Slamfest '99 tuvo lugar en el distrito 'Salem Waterfront' del parque temático MGM Grand Adventures de Las Vegas el 24 de abril de 1999, a partir de las 11:00. De la mañana a la 1:00 hora estándar del Pacífico. La atracción principal del evento fue un combate de lucha libre real, escenificado, entre cuatro personajes de Super Smash Bros. disfrazados: Donkey Kong, Mario, Pikachu y Yoshi. Además, se instalaron quioscos de demostración interactivos cerca, lo que permitió a los asistentes obtener una vista previa del juego. Ed Espinoza de Golin/Harris fue el productor del evento y escribió el guion del combate de lucha libre. 
Realizado frente a un público en vivo, el combate tuvo una duración de aproximadamente 17 minutos  y fue interpretado por actores del Cirque du Soleil, quienes coreografiaron la pelea ellos mismos.  El combate se celebró en un ring de boxeo inicialmente previsto para ser utilizado en una próxima pelea de Mike Tyson. 
Los disfraces de los personajes fueron diseñados por la empresa de creación de mascotas KCL Productions, que no tuvo ninguna participación en la producción de Slamfest '99 más allá de proporcionar inicialmente los disfraces a Nintendo. Los trajes se usaron previamente en el comercial norteamericano de Super Smash Bros. 
La promoción de Slamfest '99 fue deliberadamente limitada en su alcance como ejercicio de precaución a raíz del tiroteo en la escuela de Columbine a principios de esa semana, ya que había estimulado la controversia en torno a la violencia en los videojuegos.  Más de 100 niños de la Fundación Andre Agassi fueron invitados a asistir, así como seis miembros de los medios de comunicación,  incluido un fotógrafo de Associated Press. 
En ese momento, Slamfest '99 recibió cobertura en las revistas de videojuegos N64 Magazine,  X64,  y Nintendo Magazine System .  Una fotografía de Associated Press de Slamfest '99 fue publicada en The Sacramento Bee,  y una imagen de Donkey Kong del evento fue publicada en el libro de Steven L. Kent The Ultimate History of Video Games. 

## Transmisión
El combate de lucha libre se transmitió en vivo por la web a través del Protocolo de Transmisión en Tiempo Real (RTSP) y se pudo ver en una aplicación que soportara el protocolo, concretamente RealPlayer G2. El sitio web de Nintendo proporcionó un enlace a un dominio InternetBroadcast.com,  que albergaba una página web informativa sobre Slamfest '99, así como los datos de la transmisión. En ese momento, InternetBroadcast.com era un servicio de transmisión web propiedad de MediaOnDemand.com, Inc. 
Una vez finalizado el evento, se pudo descargar un archivo de metadatos de audio real (.ram) desde el sitio web, lo que permitió a los usuarios ver una retransmisión de la transmisión cuando se cargó en RealPlayer. El archivo .ram no era un archivo de video codificado, sino más bien metadatos que dirigirían a RealPlayer a transmitir el video desde la URL que contenía.
Las URL que albergaban tanto el archivo .ram como la dirección desde la que se transmitía el video actualmente no funcionan, al igual que sus contrapartes archivadas en Wayback Machine.  El archivo .ram estuvo originalmente disponible para descargar hasta que se eliminó el sitio web del evento, unos siete a once meses después de que ocurriera Slamfest '99.

## Interés retrospectivo
En los años transcurridos desde que tuvo lugar, Slamfest '99 nunca ha sido mencionado por Nintendo, y mantuvo un estatus extremadamente oscuro incluso entre los fanáticos de Super Smash Bros. Actualmente, no se sabe que exista ningún video de Slamfest '99 en ninguna capacidad, y la transmisión oficial se considera lost media.
En mayo de 2020, André Segers, del canal de YouTube GameXplain, publicó un tuit que recordaba vagamente a Slamfest '99,  lo que atrajo la atención de los miembros de Lost Media Wiki. En los meses siguientes, Lost Media Wiki lanzó un esfuerzo de búsqueda coordinado para encontrar las imágenes de la transmisión.  Desde entonces, el esfuerzo de búsqueda ha descubierto una variedad de contenido relacionado con Slamfest '99, como fotografías, artículos de revistas, relatos escritos de primera mano y referencias al evento en sitios web archivados en Wayback Machine. Además, se encontró un peluche parlante de Donkey Kong de la línea 'Nintendo Collectibles' con material promocional del evento. 
En febrero de 2023, los miembros de Lost Media Wiki subieron a las redes sociales una colección de nuevas fotografías de alta calidad de Slamfest '99.  Las fotos fueron proporcionadas a Lost Media Wiki por el productor de Slamfest '99, Ed Espinoza. 